# Kim Jung-woo (cầu thủ bóng đá)
Kim Jung-woo (cầu thủ bóng đá) (sinh ngày 9 tháng 5 năm 1982) là một cầu thủ bóng đá người Hàn Quốc.

## Đội tuyển bóng đá quốc gia
Kim Jung-woo (cầu thủ bóng đá) thi đấu cho đội tuyển bóng đá quốc gia Hàn Quốc từ năm 2003 đến 2012.

## Thống kê sự nghiệp
| Đội tuyển bóng đá Hàn Quốc | Đội tuyển bóng đá Hàn Quốc | Đội tuyển bóng đá Hàn Quốc |
| Năm                        | Trận                       | Bàn                        |
| -------------------------- | -------------------------- | -------------------------- |
| 2003                       | 2                          | 0                          |
| 2004                       | 6                          | 0                          |
| 2005                       | 10                         | 0                          |
| 2006                       | 6                          | 0                          |
| 2007                       | 10                         | 1                          |
| 2008                       | 5                          | 0                          |
| 2009                       | 10                         | 1                          |
| 2010                       | 14                         | 2                          |
| 2011                       | 6                          | 2                          |
| 2012                       | 3                          | 0                          |
| Tổng cộng                  | 72                         | 6                          |